# 라자르 콜리셰프스키
라자르 콜리셰프스키(마케도니아어: Лазар Колишевски, 1914년 2월 12일~2000년 6월 6일)는 유고슬라바아의 제 3대 대통령이다.

## 같이 보기
- 티토주의
- 유고슬라비아 사회주의 연방공화국
- 마케도니아 사회주의 공화국